# Gérard Kautai
Gérard Kautai – tahitański trener piłkarski. 

## Kariera trenerska
W 1996 roku oraz od stycznia 2004 roku do września 2007 prowadził reprezentację Tahiti. W kwietniu 2014 został mianowany na trenera AS Pirae.